# Love's Labour's Won

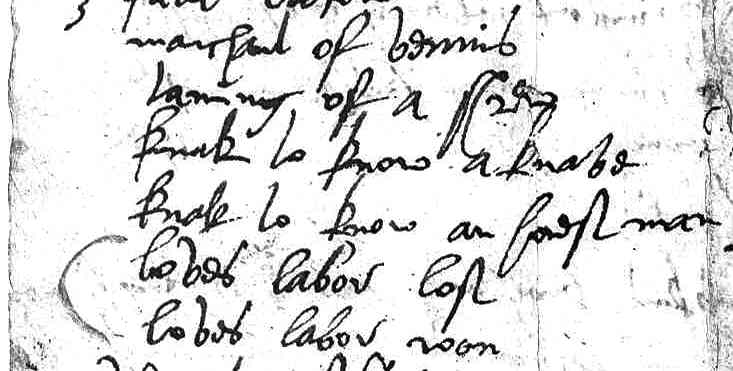
Gedeeltelijke lijst met toneelstukken uit Christopher Hunts inventaris. Van boven naar onder: marchant of vennis, taming of a shrew, knak to know a knave, knak to know an honest man, loves labor lost, loves labor won.

Love's Labour's Won is een toneelstuk dat William Shakespeare schreef voor 1598.
Het stuk lijkt te zijn gepubliceerd omstreeks 1603, maar geen enkele kopie ervan is ons overgeleverd. Een theorie stelt dat het een verloren werk betreft, eventueel een vervolg op Love's Labour's Lost. Een andere theorie is dat de titel een alternatieve naam zou zijn voor een bekend toneelstuk van Shakespeare. Men heeft lang gedacht dat het zou kunnen gaan om The Taming of the Shrew. Op een boekenlijst uit 1603 van de boekhandelaar Christopher Hunt worden echter zowel Love's Labour's Won als The Taming of the Shrew genoemd.